# Väinö Ikonen
Väinö Ikonen (Finlandia, 5 de octubre de 1895-Helsinki, 10 de febrero de 1954) fue un deportista finlandés especialista en lucha grecorromana donde llegó a ser medallista de bronce olímpico en París 1924.

## Carrera deportiva
En los Juegos Olímpicos de 1924 celebrados en París ganó la medalla de bronce en lucha grecorromana estilo peso gallo, tras el estonio Eduard Pütsep (oro) y su paisano el también finlandés Anselm Ahlfors (plata).